# Козикский сельсовет
Козикский сельсовет — упразднённая административная единица на территории Ивацевичского района Брестской области Белоруссии. 26 июня 2013 года сельсовет был упразднён, а его населённые пункты вошли в состав Житлинского сельсовета.

## Состав
Козикский сельсовет включал 2 населённых пункта:
- Вулька-Обровская — агрогородок.
- Козики — деревня.

## Промышленность и сельское хозяйство
- КУСП «Победа»
- Козикское лесничество ГЛХУ «Ивацевичский лесхоз»

## Социальная сфера
- ГУО «Вулька-Обровская средняя школа», ГУО «Вулька-Обровский детский сад»
- Вулька-Обровский сельский Дом культуры, Вулька-Обровская сельская библиотека
- Вулька-Обровская сельская врачебная амбулатория